# (6568) Serendip
(6568) Serendip est un astéroïde de la ceinture principale.

## Description
(6568) Serendip est un astéroïde de la ceinture principale. Il fut découvert le 21 février 1993 à Kushiro par Seiji Ueda et Hiroshi Kaneda. Il présente une orbite caractérisée par un demi-grand axe de 2,55 UA, une excentricité de 0,17 et une inclinaison de 8,5° par rapport à l'écliptique.
Il est nommé d'après l'ancien nom persan de l'île de Ceylan, figurant dans le nom du roman Voyages et aventures des trois princes de Serendip, à l'origine de la notion de sérendipité.

## Compléments